# فوكالويد
فوكالويد (بالإنجليزية: Vocaloid) (باليابانية: ボーカロイド) هو برنامج تجاري لمزج الأصوات الغنائية تم تطويره من طرف شركة ياماها. اسم البرنامج مركب من كلمتي فوكال (كلامي) وأندرويد (رجل آلي يشبه الإنسان)، والذي يعبر عن فكرة البرنامج: إنتاج أصوات تشبه أصوات الإنسان.
يباع المنتج في حزم على شكل «مغن في صندوق» أي أن كل حزمة تحتوي على صوت مغن أو ممثل صوتي معين. يتم تسجيل المقاطع الصوتية في أستديوهات خاصة لإنتاج ما يدعى بـالبنوك الصوتية.
البرنامج موجه للموسيقيين المحترفين أساسا، بالإضافة إلى مستخدمي الحاسوب في المجال الموسيقي. يقوم المستخدم بإدراج النغمات والكلمات لإنتاج الأغاني.
في البداية كان يدعم الإنجليزية واليابانية فقط، لكن في إصدارات لاحقة تم إضافة الإسبانية والصينية والكورية.
بعض شخصيات فوكالويد:
- «هاتسوني ميكو» (Hatsune Miku)
- «كايتو» (Kaito)
- «ميكو» (Meiko)
- «كاجاميني رين» (Kagamine Rin)
- «كاجاميني لين» (Kagamine Len)
- «ميجوريني لوكا» (Megurine Luka)